# Hans Hamelau (Admiral)
Hans Hamelau (* 13. Juni 1886 in Plön; † 7. Dezember 1961 in Kiel) war ein deutscher Konteradmiral (W) der Kriegsmarine. Er war der einzige Waffenadmiral der Kriegsmarine, welcher einen Handwerker als Vater hatte.

## Leben
Hans Hamelau war ein Sohn eines Gärtners. Er trat am 4. Mai 1901 als Schiffsjunge in die Kaiserliche Marine. Am 25. Juni 1917 wurde er Feuerwerks-Leutnant. Mit Ausbruch des Ersten Weltkriegs kam Hamelau auf das Linienschiff Braunschweig und absolvierte von Oktober 1916 bis März 1917 einen Lehrgang an der Ingenieur- und Deckoffizier-Schule in Kiel-Wik. Im Anschluss war er für einen Monat bei der Kaiserlichen Werft Kiel, wurde kurzzeitig bei der I. Matrosendivision verwendet und am 18. Juni 1917 zum Munitionsdepot Kiel-Dietrichsdorf versetzt. Vom 13. August 1917 bis über das Kriegsende hinaus folgte eine Verwendung im Waffen-Departement des Reichsmarineamtes. Hamelau erhielt das Eiserne Kreuz II. Klasse und das Braunschweigische Kriegsverdienstkreuz.
Nach dem Krieg wurde er erst in die Reichsmarine übernommen, dann am 8. März 1920 mit Wirkung zum 31. März 1920 verabschiedet. Anschließend trat er in das Beamtenverhältnis über, erhielt am 12. April 1920 den Charakter als Feuerwerks-Oberleutnant und war bis Ende März 1925 im Munitionsdepot Dietrichsdorf beschäftigt. Er betätigte sich dann als Marineingenieur bzw. ab Juni 1931 als Regierungsoberinspekteur in der Waffenabteilung der Marineleitung.
Am 1. Juli 1934 wurde Hamelau mit dem Dienstgrad Kapitänleutnant als Waffenoffizier (W) in der Reichsmarine reaktiviert. Mit der Beförderung zum Korvettenkapitän (W) am 1. Oktober 1936 erfolgte seine Ernennung zum Referenten in der Allgemeinen Artillerie-Abteilung des Marinewaffenamtes im Oberkommando der Kriegsmarine. Vor dem Beginn des Zweiten Weltkriegs avancierte Hamelau am 1. Juli 1939 zum Fregattenkapitän (W) und war ab dem 7. November 1939 Generalreferent in der Hauptabteilung (ab 1. April 1941 Amtsgruppe) für Beschaffung, Verwaltung und Nachschub von Artilleriewaffen und Munition, Nebel- und Gasschutzgerät tätig. Außerdem verantwortete er die Marinearsenale und stieg am 1. April 1941 zum Kapitän zur See (W) auf. Vom 6. Oktober 1941 bis zum 4. Oktober 1943 wirkte er als Kommandant des Marineartilleriezeugamtes/Marineartilleriearsenals Kiel-Dietrichsdorf. Anschließend wurde er zum Inspekteur der Marineabnahme-Inspektion ernannt und in dieser Stellung am 1. Juni 1944 zum Konteradmiral (W) befördert.
Mit der Bedingungslosen Kapitulation der Wehrmacht befand Hamelau sich in Kriegsgefangenschaft, aus der er am 21. Februar 1947 entlassen wurde.